# 益阳箬竹
益阳箬竹（学名：Indocalamus longiauritus var. yiyangensis）为禾本科箬竹属下的一个变种。